# Sindrome di Ivemark
La sindrome di Ivemark (o asplenia con anomalie cardiovascolari) è una rara sindrome plurimalformativa congenita degli organi caratterizzata da complesse anomalie cardiovascolari, spleniche e mancato o incompleto sviluppo della milza (in alcuni casi si osserva la presenza di più milze: polisplenia). Esiste anche una forma ereditaria a trasmissione autosomica recessiva.

## Sintomatologia
Molto frequenti sono anche anomalie polmonari e addominali. Fa parte dell'insieme delle sindromi eterotassiche (infatti è un'eterotassia con asplenia), chiamate anche difetti di lateralità, consistenti in variazioni dell'asimmetria anatomica sinistra-destra.

## Prognosi
Essa si manifesta già in fase prenatale e i bambini nati con tale patologia muoiono precocemente, generalmente entro il primo anno di vita.